# Ängestjärnen (Överkalix socken, Norrbotten)
Ängestjärnen är en sjö i Överkalix kommun i Norrbotten och ingår i Kalixälvens huvudavrinningsområde.